# Rhinolophus ruwenzorii
Rhinolophus ruwenzorii (J. Eric Hill, 1942) è un Pipistrello della famiglia dei Rinolofidi endemico nell'Africa orientale.

## Descrizione

### Dimensioni
Pipistrello di medie dimensioni, con la lunghezza della testa e del corpo tra 83 e 104 mm, la lunghezza dell'avambraccio tra 55 e 61,7 mm, la lunghezza della coda tra 25 e 34 mm, la lunghezza del piede tra 11 e 14,5 mm, la lunghezza delle orecchie tra 28 e 38 mm e un peso fino a 19,5 g.

### Aspetto
La pelliccia è lunga, soffice e lanosa. Le parti dorsali variano dal marrone scuro al bruno-grigiastro, mentre le parti ventrali sono più chiare. Le orecchie sono relativamente lunghe, con circa otto pieghe interne ed un antitrago molto grande. La foglia nasale presenta una lancetta triangolare con la punta smussata, un processo connettivo notevolmente ridotto, basso e concavo, lasciando un profondo incavo tra la lancetta e la sella, la quale è priva di peli, rivolta all'insù, con i bordi concavi e l'estremità larga e arrotondata. La porzione anteriore è di medie proporzioni, con fogliette laterali presenti e un incavo mediano ben sviluppato. Le narici sono circondate da anelli elevati. Il labbro inferiore ha un solco longitudinale profondo e due laterali poco distinti. Le membrane alari sono grigio scure, la prima falange del quarto dito è relativamente lunga. La coda è lunga ed inclusa completamente nell'ampio uropatagio. Il primo premolare superiore è piccolo e situato lungo la linea alveolare.

## Biologia

### Comportamento
Si rifugia singolarmente o in piccoli gruppi fino a 10 individui all'interno di grotte o in costruzioni artificiali come le miniere

### Alimentazione
Si nutre di insetti, probabilmente di falene.

### Riproduzione
Femmine che avevano appena allattato e giovani esemplari sono stati catturati in Uganda alla fine di marzo.

## Distribuzione e habitat
Questa specie è diffusa nella catena del Ruwenzori e lungo la Rift valley albertina in Uganda occidentale, Repubblica Democratica del Congo nord-orientale e Ruanda nord-occidentale.
Vive nelle foreste montane e sub-montane e marginalmente anche in quelle pluviali di pianura tra 1.066 e 2.667 metri di altitudine.

## Conservazione
La IUCN Red List, considerato l'areale limitato, il continuo declino nell'estensione e nella qualità del proprio habitat e la probabile distruzione delle colonie a causa del disturbo arrecato nei siti di riposo, classifica R.ruwenzorii come specie vulnerabile (VU).